# Metildietanolamina

Estructura molecular de metildietanolamina

La Metildietanolamina es un líquido claro , incoloro o líquido amarillo pálido con olor amoniacal. Es miscible con agua, alcohol y benceno. La metildietanolamina es generalmente conocida como MDEA.  Tiene la fórmula CH3N(C2H4OH)2. La MDEA es una amina terciaria y es ampliamente utilizado como agente endulzador en refinerías, plantas de gas natural y plantas de gas de síntesis.

Compuestos similares son la monoetanolamina (MEA), una amina primaria; la dietanolamina (DEA), una amina secundaria; ambas son también empleadas en los procesos endulzadores de gas. 

La popularidad de la MDEA sobre otras alcanolaminas se debe a varias características. 
- Baja presión de vapor, que permite composiciones mayores en las soluciones absorbentes sin tener pérdidas considerables a través de los absorbedores y regeneradores.
- Resistencia a la degradación tanto química como térmica.
- Inmiscibilidad con hidrocarburos.
- Calor de reacción con el ácido sulfhídrico relativamente bajo, lo que genera cargas menores en los rehervidores; reduciendo los gastos de operación.
- Selectividad hacia el ácido sulfhídrico, reaccionando principalmente con este y secundariamente con el dióxido de carbono.
- Menor corrosión comparada con la MEA y la DEA.
- Al tratarse de una amina terciaria, no existe formación de carbonatos con el dióxido de carbono.

Este compuesto no debe ser confundido con el fármaco MetilenDioxiEtilAmfetamina que es también abreviado MDEA.
- Datos: Q252344
- Multimedia: Methyl diethanolamine / Q252344